# Pereira, Ordens
Santaia de Pereira é uma freguesia que se localiza no sul da câmara municipal de Ordens. Segundo o IGE em 2013 tinha 330 habitantes (171 homens e 159 mulheres) distribuídos em 16 entidades de população, o que supõe uma diminuição no que diz respeito ao ano 1999 quando tinha 361 habitantes.
O fitónimo Pereira vem do latim PIRARIAM, mediante PIRUM ("pêra") mais o sufixo abundancial -ARIAM, referido a um lugar onde se dão as pêras).
PIRARIA é a forma nominativa, i.e., o nome primário.

## Lugares e paróquias
- Os Caravelos
- O Carvalho
- A Casanova
- Cercedo
- A Eireje[1]
- O Espinho
- Folgoso
- Guindibó de Riba
- A Lamela
- O Ludinho de Baixo
- O Ludinho de Riba
- O Mendo
- Pezenim
- A Poça
- A Rua
- Souto

Predefinição:Lp Pereira, Ordes